# NGC 330
NGC 330 是杜鹃座小麦哲伦云的一個球狀星團（疏散星团）。它於1826年8月1日由詹姆士·敦洛普發現。約翰·路易·埃米爾·德雷耳認為NGC 330非常明亮，而且体积小。NGC 330大约有4000万年的历史。